# Persone di nome Battista
| Questa pagina contiene informazioni ricavate automaticamente dalle voci biografiche con l'ausilio del template Bio e di un bot. L'aggiornamento è periodico e automatico e ricostruisce completamente la pagina. Se manca una persona in questa lista, sei pregato di non aggiungerla, ma accertati piuttosto che la sua voce biografica contenga il template Bio e che i dati anagrafici siano correttamente compilati. Se il template Bio manca, inseriscilo tu stesso o, in alternativa, metti l'avviso {{tmp\|Bio}} che ne segnala la mancanza. Se i dati riportati sono sbagliati, correggi direttamente la voce biografica; le modifiche saranno visibili in questa lista entro pochi giorni. Per chiarimenti vedi il progetto antroponimi. La lista contiene solo le 52 persone che sono citate nell'enciclopedia e per le quali è stato implementato correttamente il template Bio. Pagina aggiornata al 7 feb 2025. |

Questa è una lista di persone presenti nell'enciclopedia che hanno il nome Battista, suddivise per attività principale.

## Allenatori di calcio(2)
- Battista Perotti, allenatore di calcio e calciatore italiano (Pontevico, n. 1902)
- Battista Rota, allenatore di calcio e calciatore italiano (Bergamo, n. 1932 - Bergamo, † 2018)

## Alpinisti(1)
- Battistino Bonali, alpinista italiano (Bienno, n. 1962 - Huascarán, † 1993)

## Architetti(1)
- Giovanni Battista da Sangallo, architetto italiano (Firenze, n. 1496 - Roma, † 1548)

## Attori teatrali(1)
- Battista Verato, attore teatrale italiano (Ferrara - † 1589)

## Avvocati(1)
- Battista Bardanzellu, avvocato, giurista e politico italiano (Olbia, n. 1885 - Roma, † 1956)

## Calciatori(9)
- Battista Andreoni, calciatore italiano (Motta Visconti, n. 1921)
- Battista Corbani, ex calciatore italiano (Sesto Calende, n. 1931)
- Battista Festa, ex calciatore italiano (Chiari, n. 1944)
- Battista Mezzera, calciatore italiano
- Battista Padovan, calciatore italiano (Busto Arsizio, n. 1911)
- Battista Pederzoli, calciatore italiano (Salò, n. 1901 - Brescia, † 1984)
- Battista Pisa, calciatore e imprenditore italiano (Brescia, n. 1894 - Brescia, † 1962)
- Battista Rezzonico, calciatore svizzero (n. 1898)
- Battista Tresoldi, calciatore italiano (Treviglio, n. 1930 - Venezia, † 1978)

## Canottieri(1)
- Battista Paganelli, ex canottiere italiano (Grignano, n. 1953)

## Cartografi(1)
- Battista Agnese, cartografo italiano († 1564)

## Ciclisti su strada(3)
- Battista Babini, ex ciclista su strada italiano (Bagnara di Romagna, n. 1939)
- Battista Danesi, ciclista su strada e pistard italiano (Asola, n. 1886 - Milano, † 1952)
- Battista Giuntelli, ciclista su strada italiano (Calliano, n. 1900 - Asti, † 1964)

## Dogi(5)
- Battista Fregoso, doge (Genova, n. 1452 - Roma, † 1504)
- Battista Fregoso, doge (Genova, n. 1380 - Genova, † 1442)
- Battista Lomellini, doge (Genova, n. 1460 - Genova, † 1540)
- Battista Negrone, doge (Genova, n. 1530 - Genova, † 1592)
- Battista Spinola, doge (Genova, n. 1472 - Genova, † 1539)

## Drammaturghi(1)
- Battista Guarini, drammaturgo, scrittore e poeta italiano (Ferrara, n. 1538 - Venezia, † 1612)

## Educatori(1)
- Battista Guarino, educatore, umanista e filologo classico italiano (Ferrara, n. 1435 - Ferrara, † 1503)

## Fondisti(1)
- Battista Mismetti, fondista e biatleta italiano (Santa Brigida, n. 1925 - Santa Brigida, † 2017)

## Ingegneri(1)
- Battista Antonelli, ingegnere militare italiano (Gatteo, n. 1547 - Madrid, † 1616)

## Medici(1)
- Battista Fiera, medico, poeta e filosofo italiano (Mantova, n. 1465 - Mantova, † 1538)

## Mercanti(1)
- Battista de Luco, mercante italiano (Genova - † 1476)

## Mezzosoprani(1)
- Battista Acquaviva, mezzosoprano francese (Isola Rossa, n. 1984)

## Musicisti(1)
- Battista Lena, musicista e compositore italiano (Viareggio, n. 1959)

## Partigiani(1)
- Battista Mellano, partigiano italiano (Rivalta di Torino, n. 1921 - Cigliano, † 1945)

## Pittori(5)
- Battista di Gerio, pittore italiano (Pisa - Pisa)
- Battista Dossi, pittore italiano (San Giovanni del Dosso - Ferrara, † 1548)
- Battista Franco, pittore italiano (Venezia - Venezia, † 1561)
- Battista del Moro, pittore e incisore italiano (Verona, n. 1514 - † 1574)
- Battista da Vicenza, pittore italiano (Vicenza - Vicenza, † 1438)

## Poeti(1)
- Battista Spagnoli, poeta, religioso e pittore italiano (Mantova, n. 1448 - Mantova, † 1516)

## Politici(6)
- Battista Santhià, politico e dirigente d'azienda italiano (Santhià, n. 1898 - † 1988)
- Battista Boccanegra, politico italiano (Genova - Genova, † 1401)
- Battista Chiavelli, politico italiano (Fabriano, n. 1385 - Fabriano, † 1435)
- Battista Falchi, politico italiano (Sassari, n. 1904 - † 1988)
- Battista Geraldino d'Amelia, politico, cavaliere e diplomatico italiano (Amelia)
- Pino Iacino, politico italiano (Grimaldi, n. 1935 - Cosenza, † 2024)

## Presbiteri(1)
- Battista Restelli, presbitero e compositore italiano (Soncino, n. 1913 - Castelleone, † 2001)

## Religiosi(1)
- Battista da Crema, religioso italiano (Crema - Guastalla, † 1534)

## Sciatori alpini(1)
- Battista Tomasoni, ex sciatore alpino italiano (n. 1966)

## Storici(1)
- Giovanni Battista Morandi, storico e storico dell'arte italiano (Novara, n. 1876 - Carso, † 1915)

## Senza attività specificata(2)
- Battista Sforza, contessa (Pesaro, n. 1446 - Gubbio, † 1472)
- Battista Visconti, italiano († 1516)